# Oltcit Club
El Oltcit Club fue un modelo de automóvil construido por la firma rumana Oltcit entre 1981 a 1995, como una versión supereconómica del Citroën Axel.

## Historia
Desde 1965, Robert Opron trabajó en el prototipo Citroën G-Mini, así como en el proyecto EN101, el que sería ideado como un posible reemplazo para el 2CV, con el mismo motor de dos cilindros opuestos del 2CV. Se suponía que iba a poner en marcha en 1970. Los avanzados diseños de inspiración espacial, que se mostraron como eficientes; contaban con unas dimensiones generales muy compactas, un aspecto exterior renovado, y un coeficiente de resistencia aerodinámica de apenas Cd 0,32, este aspecto sería luego refinado ante las críticas negativas de los potenciales clientes.
El Prototipo Citroën Y, hecho para reemplazar el Ami 2CV, fue hecho en base en la plataforma mecánica del anterior, la cual se remonta a la década de los 1960, y en los años setenta se le desarrollaría en colaboración con FIAT, y ya sería usada sobre las duras lecciones aprendidas sobre la base de los pre-conceptos del Citroën G-Mini y EN101. Se utilizó luego la avanzada plataforma del Fiat 127, que entonces era bastante novedosa, y que emplea un motor acoplado a un sistema de tracción delantera, con disposición transversal, todo esto con el fin de implementar una caja de cambios que la Fiat había diseñado de manera pionera en la década de 1960. 
Cuando terminó la cooperación con la Fiat, se planeó usar la nueva plataforma diseñada por Citroën. Después de la toma de control de Citroën por parte de Peugeot, y a raíz de la crisis del petróleo de 1973, el nombre de "Proyecto VD (Voiture Diminuée)" se convirtió en el código para el desarrollo industrial del modelo base del Oltcit Club, el Citroën Visa, que incorpora la mecánica y otros componentes del Peugeot 104, y que utiliza el avanzado diseño de transmisión bajo el motor (en el chasis). Este fue el primer modelo surgido del diseño de una plataforma común tanto para Peugeot como para Citroën, con el que se impuso la política de una plataforma de intercambio; el Citroën LNA, desarrollada hasta hoy día por el consorcio PSA Peugeot-Citroën como una idea original de badge engineering.
El Citroën LN antes era sólo una refacción estética profunda del Peugeot 104Z, la que contaba con una nueva motorización y la transmisión era la misma del Citroën Dyane. Finalmente, en 1984, en base al diseño y mecánica de la plataforma original del "Proyecto Y" de la Citroën, surgió una versión rumana, hecha por la firma Oltcit en su planta de Craiova, la que era muy rústica y contaba con un motor de dos cilindros, tomado este del incorporado al Citroën Visa y al cual la Citroën licenció a la rumana junto con una variante de una caja de cambios basada en la del Citroën GS, y aparte licenció un motor de cuatro cilindros, que también fue vendido en Europa Occidental como el Citroën Axel, como una forma de recuperar los recursos invertidos por Citroën en la planta instalada en Rumania, la que el gobierno comunista incluso se dijo que podría no haber pagado. 
Este proyecto fue problemático para Citroën, ya que debido a la acumulación de diferentes problemas debidos a los nulos o muy reducidos controles de calidad en sus productos rumanos, solo se hicieron 60.184 unidades, a pesar de que los modelos de base estaban a un precio incluso por debajo del 2CV vendido en Europa Occidental. El Citroën Axel nunca se vendió en el Reino Unido dado el embargo que alguna vez tuvo el gobierno comunista rumano.[cita requerida]

## Características
Su carrocería es similar en concepción a la del Citroën Dyane, es decir, de cinco puertas, con una motorización que llegaba a los 65 caballos (48 kW), y de tracción delantera.
Los motores con los que fue equipado durante su producción eran solo de gasolina.
| Versión | Cilindrada | Par máximo             | Velocidad máxima | Número de cilindros              |
| ------- | ---------- | ---------------------- | ---------------- | -------------------------------- |
| Club    | 652 cc     | 34 kN a 5250 rev./min. | 121 km/h         | 2 cilindros, motor de tipo Bóxer |
| 11R     | 1129 cc    | 57 kN a 6260 rev./min. | 149 km/h         | 4 cilindros, motor de tipo Bóxer |
| 12 TRS  | 1299 cc    | 61 kN a 5500 rev./min. | 157 km/h         | 4 cilindros en línea             |